# Aleksandr Iljenkow
Aleksandr Iwanowicz Iljenkow (ros. Александр Иванович Ильенков, ur. 13 maja 1937 we wsi Lubimowka w rejonie dubrowskim w obwodzie briańskim, zm. 14 lutego 2010 w Moskwie) – radziecki polityk, członek KC KPZR (1990-1991).
Od 1957 aktywista Komsomołu w obwodzie kalinińskim (obecnie obwód twerski), 1957-1960 I sekretarz rejonowego komitetu Komsomołu, 1960-1963 II sekretarz Komitetu Obwodowego Komsomołu w Kalininie, 1963-1964 I sekretarz Wiejskiego Komitetu Obwodowego Komsomołu w Kalininie, 1964-1965 sekretarz komitetu partyjnego rejonowego zarządu kołchozów i sowchozów, w 1966 ukończył studia w Instytucie Rolniczym w Wielkich Łukach. Od 1958 członek KPZR, 1965-1974 I sekretarz rejonowego komitetu KPZR, 1974-1979 szef Obwodowego Zarządu Gospodarki Rolnej w Kalininie. Od 20 listopada 1979 do 17 czerwca 1987 przewodniczący Komitetu Wykonawczego Rady Obwodowej w Kalininie. 1987-1989 I zastępca przewodniczącego Komitetu Kontroli Ludowej Rosyjskiej FSRR, 1989-1990 I zastępca przewodniczącego Komitetu Kontroli Ludowej ZSRR, od 7 czerwca 1990 do sierpnia 1991 I sekretarz Komitetu Obwodowego KPZR w Kalininie/Twerze. 1990-1991 członek KC KPZR, deputowany do Rady Najwyższej ZSRR 10 i 11 kadencji, deputowany ludowy Rosyjskiej FSRR.

## Odznaczenia
- Order Rewolucji Październikowej
- Order Czerwonego Sztandaru Pracy
- Order „Znak Honoru”

I wiele medali.